# Столац (община)
Община Столац (босн. и хорв. Opština Stolac, серб. Општина Столац) — боснийская община, расположенная в Герцеговино-Неретвенском кантоне Федерации Боснии и Герцеговины. Административным центром является Столац.

## Население
По предварительным данным переписи в конце 2013 года население общины составляло 14 889 человек. По данным переписи населения 1991 года, в 36 населённых пунктах общины проживали 18 681 человек.

## Населённые пункты
Аладиничи, Белоевичи, Бороевичи, Комане-Брдо, Козице, Крушево, Ошаничи, Пьешивац-Греда, Пьешивац-Кула, Попрати, Прень, Ротимля, Столац, Триебань, Црничи-Греда и Црничи-Кула.